# Tokorozawa (Saitama)
Tokorozawa (所沢市 Tokorozawa-shi?) es una ciudad localizada al sur de la prefectura de Saitama, Japón. Está en el centro de la llanura de Musashino, y a sólo 30 km al oeste del centro de Tokio. Esta ciudad es considerada parte del área del Gran Tokio, debido a su proximidad con la urbe y es una popular ciudad dormitorio por sus viviendas baratas.
Tiene un área de 71,99 km² y una población de 339.341 habitantes. Se estableció como ciudad el 3 de noviembre de 1950.
Durante la era Edo la producción de textiles de seda era la mayor industria del área. También la ciudad fue lugar de la primera pista de aterrizaje en Japón en 1911. Actualmente produce espinacas, zanahorias, batatas, peras y uvas; aunque la producción local más importante es el té verde de Sayama.

## Ciudades hermanadas
- Decatur (Illinois), EE. UU. - 1966
- Changzhou, República Popular de China - 1992
- Anyang (Gyeonggi), Corea del Sur - 1998

Desde el año de 1979 la ciudad de Toluca, es "Ciudad Hermana de Saitama". Esta relación se ha hecho extensiva a todo el Estado de México. http://www.gem.gob.mx/medios/w2comp.asp?Folio_=12916 (enlace roto disponible en Internet Archive; véase el historial, la primera versión y la última).